# ONE FUKUOKA BLDG.
ONE FUKUOKA BLDG.（ワン・フクオカ・ビルディング）は福岡県福岡市中央区天神1丁目11番1号に所在する複合商業ビル。2025年4月24日に開業。略称・ワンビル。西日本鉄道（西鉄）の本社ビルである。

## 概要
「福ビル街区建替プロジェクト」として構想開始。ビル名は2024年4月に決定し、同時にホテル名・カンファレンスホール名が発表された。天神地下街に直結していて、西鉄福岡（天神）駅・福岡市地下鉄天神駅が最寄駅。
「天神ビッグバン」の一つである 福ビル街区建替プロジェクトに基づき、西日本鉄道（西鉄）の本社ビルである福岡ビル（福ビル）と商業施設の天神コア・天神ビブレの解体跡地に建設開業した再開発ビル。一時的に博多区博多駅前に移転していた西鉄本社が福ビル建替後6年ぶりに天神にて営業。
「ワンビルの『ワン』」には「1=始まり・起源」「オンリー1」「1（）チーム」「天神1丁目の1」「福ビル・天神コア・天神ビブレが1つに統合」など5つの意味がある。

## フロア構成
- 18・19F - ONE FUKUOKA HOTEL
- 9 - 17F - オフィス
  - 主な入居企業：西日本鉄道（9・10F[4]）、九電工[5]
- 8F - 金融機関および関連オフィス
  - みずほ銀行福岡支店・久留米支店、みずほ信託銀行福岡支店、みずほ証券福岡支店など[6]
- 6・7F - スカイロビー、イノベーションキャンバス、カンファレンス、バンケット
  - 7F - CIC Fukuoka
  - 6F - ONE FUKUOKA CONFERENCE HALL
- 5F - B2F - 商業フロア
  - 5F - 天神福食堂
  - B1F - 天神のれん街・iiTo TENJIN
- B3・B4F - 駐車場（一般利用不可）

## 主なテナント
ONE FUKUOKA HOTEL
18・19F。Nishitetsu One Style（西鉄の完全子会社）が運営するアッパーライフスタイルホテル。客室数は全部で42室。Plan・Do・SeeのPDS HOTELSに属する。
シャネル福岡天神ブティック
1Fから3Fの一部。大型直営店で、日本国内では最大規模。
SPIRAL GARDEN
3F。ワコールの子会社、ワコールアートセンターが運営する東京・南青山の「SPIRAL」が九州初上陸するもの。ショップ・カフェ・ギャラリーの複合施設。
天神福食堂
5F。西鉄と平尾のレストランおよび筑紫女学園の学生食堂等を手がけるリングラッツェの共同運営による食堂。ランチタイムだけでなく、15時からはアペリティーボタイムとしてデリやスイーツ、軽食などを提供する予定。なお、現金支払いは出来ずキャッシュレス決済だけ可能。
b!olala
B2F。イオン九州が手がけるオーガニック食材を揃えたスーパーマーケット。
THE CONTINENTAL ROYAL&Goh
1F。2024年2月で閉店した大丸福岡天神店のコンチネンタルカフェロイヤルの後継店。「アジアベスト50」にも選ばれた福山剛とロイヤルコントラクトサービスがタッグを組む。
みずほフィナンシャルグループ
8Fにみずほ銀行、みずほ信託銀行、みずほ証券、みずほ不動産販売、みずほリース、みずほファクターおよび共立（みずほFGの親密会社）の計7社が入居するほか、B2FにATMコーナーが設置されている。みずほ信託銀行およびみずほ不動産販売は再入居という形になる。

## 交通
- 西鉄天神大牟田線：西鉄福岡（天神）駅
- 福岡市地下鉄
  - 空港線：天神駅 - 地下2階レベルで直結。
  - 七隈線：天神南駅
- 西鉄バス「天神」停留所：近隣に多数の停留所を設置（詳細）。このうち12番のりばは「福ビル前」と案内されていた。その後、天神地区7番ABC乗り場は「天神ワンビル前」と案内されるようになった。